# François Civil
Pour les articles homonymes, voir Civil (homonymie).
François Civil, né le 29 janvier 1990 à Paris 12e, est un acteur français.
Il commence sa carrière d'acteur au milieu des années 2000. En 2005, il fait ses débuts au cinéma avec un petit rôle dans la comédie Le Cactus de Gérard Bitton. En 2006, il joue dans la série Trop la classe ! sur Disney Channel. En 2014, il joue dans trois productions étrangères anglophones : Catacombes, Frank et Rosemary's Baby. Son ascension se poursuit les années suivantes avec de nombreux succès, parmi eux : Five, Le Chant du loup, Mon inconnue, BAC Nord, ainsi qu'En corps. Ces deux derniers films lui valent des nominations au César du meilleur acteur dans un second rôle. Il reçoit le Trophée Chopard de la révélation masculine au Festival de Cannes 2019.
En 2023, il devient la tête d'affiche de superproductions avec le diptyque Les Trois Mousquetaires : D'Artagnan et Les Trois Mousquetaires : Milady, adaptés de l'œuvre d'Alexandre Dumas, où il interprète d'Artagnan.

## Biographie

### Famille et jeunesse
François Civil est né dans le 12e arrondissement de Paris  le 29 janvier 1990. Il est le fils de Françoise Moulin Civil, universitaire française originaire d'Avignon, et de Pierre Civil, professeur des universités né à Tahiti et lui-même fils d'une mère tahitienne et d'un père espagnol. Ses parents sont tous deux professeurs d’espagnol,. Il a une sœur aînée.
Il a une dépigmentation de la peau sur les bras et une mèche de cheveux blanche depuis ses quinze ans. Il déclare à Paris Match en 2019 à ce sujet : « Aucun médecin n'a su me dire pourquoi. Moi, je sais que c'est mon corps qui encaisse une partie de mon stress et qui m'envoie des signaux du genre : “Oh ! mec, vas-y mollo, là, t'es en surmenage”. »

### Études et formation
À 14 ans, il monte sur les planches par hasard pour se rapprocher d'une fille qu'il aimait et qui suivait le cours de théâtre au collège. Ce sentiment n'était pas réciproque, mais il tombe finalement amoureux du théâtre. Après une représentation scolaire, une des parents d'élèves, directrice d'auditions, l'encourage à poursuivre dans cette voie. Il est aussi inspiré de devenir acteur après avoir vu la performance de l'actrice chinoise Zhang Ziyi dans Tigre et Dragon (2000).
Il s'inscrit au studio Le Magasin pour y suivre des cours de théâtre. Pour faire plaisir à ses parents, il s'inscrit au Studio de Formation Théâtrale à Paris, puis en 2006, il fait un bref passage au cours Florent, qui ne lui plaît pas.
Enfant hyperactif, il a du mal à se concentrer en classe,. Le théâtre, la musique et les sports comme le basket-ball l'aident à canaliser son énergie à l'école et à s'exprimer,. En 2010, il ne va pas en cours de toute sa terminale car il sait qu'il veut poursuivre le métier d'acteur. Il se présente finalement aux épreuves du Bac et l'obtient par chance. Il obtient le Bac L option cinéma,. Il sera resté au total 5 ans au lycée étant donné qu'il a triplé sa seconde.
Il s'inscrit au cours d'arts plastiques à l'université, mais après 20 minutes, il abandonne le cours et décide de poursuivre sa carrière d'acteur.

### Carrière

#### Débuts (2005–2015)
Alors qu'il démarre des études de théâtre au studio Le Magasin, François Civil décroche un rôle dans la comédie populaire Le Cactus, réalisé par Michel Munz et Gérard Bitton, sortie en 2005, où il joue la version jeune du personnage de Clovis Cornillac. Son deuxième tournage a été un épisode de Louis la Brocante en 2006.
En 2006, il joue le rôle de Dread dans la série Trop la classe ! de Disney Channel France,. En 2007, il participe aux Disney Channel Games aux États-Unis en représentant la France,.
Il quitte Trop la classe ! quand Laurence Ferreira Barbosa lui confie le premier rôle de son film indépendant, Soit je meurs, soit je vais mieux, sorti en 2008, où il joue un jeune collégien tombant amoureux de sœurs jumelles. Sa prestation, à l'âge de 18 ans, lui vaut une nomination au prix Lumière de la révélation masculine, mais aussi une pré-nomination au César de la révélation masculine en 2009,. Cette même année, il apparaît dans la web-série Twenty Show, diffusée sur Myspace,, qui devient un téléfilm diffusé sur Arte en mai 2009.
Il continue alors ses études de théâtre tout en tournant pour le cinéma et la télévision, notamment avec le rôle principal dans Dans nos veines, réalisé par Guillaume Senez, pour lequel il obtient le Prix d'interprétation au Brussels Short Film Festival et le double Prix d'interprétation (Prix du Jury Jeune Espoir et Prix du Public) au 15e Festival Jean-Carmet de Moulins.
En 2010, il fait aussi partie de la jeune distribution de la chronique Bus Palladium, réalisée par Christopher Thompson.

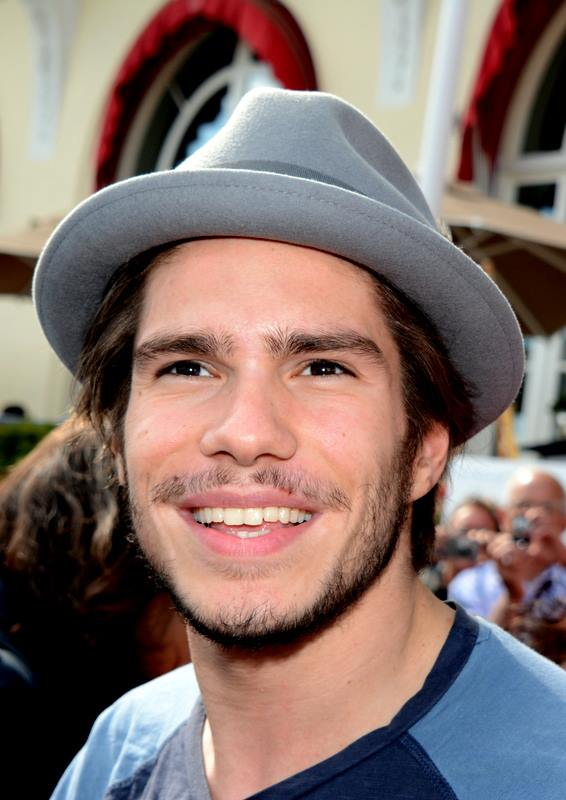
François Civil à Cabourg en 2013.

Il tient également le premier rôle du drame historique Nos résistances, réalisé par Romain Cogitore et sorti en 2011, où il incarne un secouriste de dix-neuf ans qui rejoint la Résistance intérieure française pendant la Seconde Guerre mondiale, pour lequel il reçoit une deuxième pré-nomination au César de la révélation masculine. Il a également repris son rôle de Dread dans Trop la classe café !,. L'année 2012 est marquée par la sortie de Elles, réalisé par Małgorzata Szumowska, où il a joué le fils adolescent du protagoniste incarné par Juliette Binoche.
En 2013, il incarne le résistant français Maurice de Cheveigné dans le téléfilm Alias Caracalla, au cœur de la Résistance d'Alain Tasma. Cette même année, il obtient le prix Premier Rendez-vous au Festival du film de Cabourg pour sa performance dans le rôle principal de la comédie Macadam Baby, écrite et réalisée par Patrick Bossard. Il a également joué dans la série courte humoristique sur le monde du cinéma Casting(s), créée par Pierre Niney et Ali Marhyar et diffusée sur Canal+ entre 2013 et 2015,.
En 2014, il s'aventure aussi à jouer en anglais pour le film indépendant britannico-irlandaise Frank, réalisé par Lenny Abrahamson, aux côtés de Michael Fassbender, Maggie Gyllenhaal, Carla Azar et Domhnall Gleeson, il a joué Baraque, le bassiste du groupe Soronprfbs, dirigé par le rôle-titre joué par Fassbender. Civil et les autres acteurs ont joué les chansons en direct dans le film et dans l'album avec la bande originale,. Civil a joué avec le groupe lors de concerts dans la vraie vie pour promouvoir le film, y compris dans le talk-show américaine The Colbert Report de Stephen Colbert le 6 août 2014. La même année, il avait un second rôle dans le film d'horreur américain Catacombes (As Above, So Below), réalisé par John Erick Dowdle, où il joue l'explorateur urbain Papillon, qui guide un groupe de jeunes alchimistes étrangers au fond des Catacombes de Paris. Il participe aussi à la mini-série américaine Rosemary's Baby.
En 2015, il tourne l'épisode pilote d'une série télévisée créée par Alan Ball et produite par Elton John pour HBO intitulée Virtuoso, qui aurait lieu au XVIIIe siècle et met en scène de jeunes prodiges de la musique venus de toute l'Europe pour étudier au sein de la prestigieuse Académie d'Excellence Musicale à Vienne, où il joue le jeune guitariste et flûtiste espagnol Isidoro, mais HBO n'a jamais tourné la série complète et le pilote n'a jamais été diffusé.
Après plusieurs apparitions dans des séries françaises, en 2015 il décroche un second rôle récurrent dans la populaire série Dix pour cent, créée par Fanny Herrero, où il incarne le jeune comédien débutant Hippolyte Rivière dans les saisons 1 et 2. C'est le réalisateur Cédric Klapisch qui l'a choisi pour Dix pour cent, quelques années après leur première rencontre à la soirée des Révélations des Césars 2009,, où Klapisch était son parrain,. Il avoue d'ailleurs lors d'une interview qu'il n'a pas encore vu la série.

#### Révélation au grand public (2016–2019)
L'année 2016 lui permet de se faire connaître du grand public : il fait partie de la bande d'amis réunis par Igor Gotesman autour de Pierre Niney pour la comédie Five, son premier succès commercial avec plus de 700 000 entrées, basé sur un court métrage du même nom qu'ils ont joué en 2011. Cette même année, il apparaît dans le clip Reuf de Nekfeu, qui a été intégré à la bande originale du film. Il tient aussi un second rôle dans le thriller Made in France, de Nicolas Boukhrief.
En 2017, il joue le benjamin de la fratrie formée par Cédric Klapisch pour le drame Ce qui nous lie. Il y a pour partenaires Ana Girardot dans le rôle de la cadette et Pio Marmaï dans celui de l'aîné. Il est aussi la tête d'affiche du film d'action français Burn Out, co-écrit et réalisé par Yann Gozlan. Cette même année, il prête sa voix pour le premier épisode de la série sonore Calls, diffusé sur Canal+.
Lors du festival du film de Cabourg 2018, il est membre du jury des courts-métrages. Il est membre aussi du jury de la Révélation lors du Festival du cinéma américain de Deauville 2018, présidé par Cédric Kahn.
L'année 2019 lui permet d'enchaîner les projets de premier plan : d'abord le thriller géopolitique Le Chant du loup, d'Antonin Baudry, qui realise 1,5 million d'entrées en France; puis le thriller psychologique Celle que vous croyez, de Safy Nebbou, où il seconde Juliette Binoche; puis il partage l'affiche de la comédie romantique fantastique Mon inconnue avec Joséphine Japy, sous la direction d'Hugo Gélin, pour lequel il obtient le Prix d'interprétation au Festival international du film de comédie de l'Alpe d'Huez 2019; enfin, il retrouve Cédric Klapisch et Ana Girardot pour la comédie romantique Deux Moi, pour lequel il obtient une nomination au Globe de Cristal du meilleur acteur.
Lors du Festival de Cannes 2019, il reçoit le Trophée Chopard de la révélation masculine. Cette année-là, il est membre du jury du 9e Nikon Film Festival, présidé par Marjane Satrapi. Toujours en 2019, il est membre du jury des longs métrages lors du 11e Festival international du film policier de Beaune, présidé par le réalisateur Benoît Jacquot.

#### Consécration (depuis 2021)
En août 2021, sort le film BAC Nord réalisé par Cédric Jimenez, dans lequel il joue un policier de la Brigade anti-criminalité (BAC) de Marseille au côté de Gilles Lellouche et Karim Leklou. Ce film retrace le destin de trois policiers confrontés aux Quartiers Nord de Marseille, il est librement inspiré de l'affaire de 2012 où la BAC avait été mise en cause. Bac Nord obtient 2,2 millions d'entrées en France ; sa performance dans le film lui vaut sa première nomination au César du meilleur acteur dans un second rôle. Il a également obtenu un rôle secondaire dans La Vengeance au triple galop d'Alex Lutz et Arthur Sanigou, un téléfilm pastiche diffusé sur Canal+ le 4 octobre 2021 qui parodie le soap opera La Vengeance aux deux visages, où il a joué le gérant d'un motel passionné par le baseball dont l'avant-bras droit est remplacé par une prothèse où un gant de baseball remplace sa main. Toujours en 2021, François Civil prête sa voix au guépard Nemir dans le deuxième épisode du podcast pour enfants Animalia, dédié aux animaux en voie de disparition, animé par Cyril Dion et ecrit et réalisé par Josh Vardey.
En 2022, il joue le kiné Yann dans le film En corps de Cédric Klapisch, pour lequel il reçoit sa deuxième nomination au César du meilleur acteur dans un second rôle. La même année, il prête sa voix au personnage de Buzz L'Eclair dans la version française du film d'animation du même nom, mais aussi prête sa voix au personnage Phillip Graves dans la version française du jeu vidéo Call of Duty: Modern Warfare II.
En 2023, il interprète D'Artagnan dans deux nouvelles adaptations cinématographiques du roman Les Trois Mousquetaires d'Alexandre Dumas : Les Trois Mousquetaires : D'Artagnan et Les Trois Mousquetaires : Milady, tous deux réalisés par Martin Bourboulon. D'Artagnan est son plus gros succès commercial avec 3,3 millions d'entrées en France. Cette même année, il collabore pour la deuxième fois avec le réalisateur Romain Cogitore dans le drame romantique Une zone à défendre, le premier film original français du service de streaming Disney+, où il incarne un officier de la DGSI infiltré dans une ZAD qui tombe amoureux d'une zadiste, partageant l'affiche pour la troisième fois avec Lyna Khoudri, sa partenaire d'écran dans Les Trois Mousquetaires et Buzz l'Éclair.
En novembre 2023, il est sacré « comédien de l'année » par le magazine GQ France.
En 2024, il est à l'affiche de la mini-série de comédie Fiasco sur Netflix, co-créée par Igor Gotesman et Pierre Niney, où il joue une nouvelle fois aux côtés de Pierre Niney, mais aussi dans le film dramatique Pas de vagues, réalisé par Teddy Lussi-Modeste, où il incarne un jeune professeur de lettres qui est accusé à tort de harcèlement par une élève adolescente, et dans le drame romantique L'Amour ouf, réalisé par Gilles Lellouche, présentée en « compétition officielle » lors de la 77e édition de Festival de Cannes. Il décroche pour ce rôle sa première nomination au César du meilleur acteur.
En octobre 2024, il tourne le prochain film d'Arnaud Desplechin, Une affaire, où il incarne un pianiste qui vit une histoire d'amour impossible,.

### Autres activités

#### Photographie
François Civil est un photographe amateur, avec une préférence pour la photographie argentique moyen format. Une série de photos prises par lui intitulée Cambodge a été exposée à l'Atelier Couronnes à Paris, entre octobre et novembre 2017 à l'occasion des Rencontres photographiques du 10e,.
Dans une interview pour Madame Figaro en avril 2019, il annonce qu'il travaille sur un projet photographique autour de son angoisse du temps qui passe, du vieillissement, et que ce projet verra le jour dans vingt ans peut-être.

#### Musique
Musicien, il joue de la basse, de la guitare et du piano. De 2009 à 2018, il fait partie du groupe électro-folk/alternatif-rock Collective Kingdom, dont il est le chanteur, le guitariste et le compositeur.
En mars 2014, il compose la musique originale du court métrage La Nuit de Pierre Niney, réalisé par son ami de longue date Pierre Niney pour la promotion du parfum La nuit de l’homme d'Yves Saint Laurent. En décembre 2022, il compose avec Ferdinand Cros la musique du court-métrage Here & Now pour le parfum Bois d'Argent de Christian Dior, qui met en vedette et est réalisé par Pierre Niney.

#### Sport
Il pratique le basket-ball depuis son adolescence, et l'escalade depuis 2016,.

#### Mode
En mai 2021, il devient le nouvel ambassadeur de la maison de haute joaillerie italienne Bulgari.

### Engagements
En septembre 2018, à la suite de la démission du ministre français de l'Écologie Nicolas Hulot, il co-signe la tribune « Le plus grand défi de l'histoire de l'humanité », appelant le gouvernement à une action « ferme et immédiate » face au danger du réchauffement climatique.

Dans une interview pour Le Figaro TV Magazine en juin 2023, il affirme que la lutte des zadistes le touche : 

« Cela correspondait à un moment de ma vie où je commençais à avoir une conscience écolo, et leur combat me touche. J'ai beaucoup d'admiration pour les gens qui font un pas de côté par rapport à la marche irrépressible de notre monde, ceux qui s'inscrivent en faux, nagent à contre-courant. Cette radicalité, ces sacrifices, au service de causes nobles, comme l'égalité, la justice sociale, le respect de l'environnement, m'inspirent. »

En juillet 2023, il confie au quotidien Le Parisien que jouer dans le film Une zone à défendre (2023) est un engagement, même s'il est anecdotique par rapport à celui des zadistes ; il est très fier de jouer dans ce film car il éclaire sur les ZAD et rend hommage à ces gens qui sacrifient beaucoup de leur vie pour la planète : « on est très loin de l’image du seul mec violent qui balance des pierres aux flics et qu’on voit dans les chaînes d’informations. »
En décembre 2023, il est le parrain des Olympiades du centenaire de la Fondation Santé des étudiants de France (FSEF),.
En mars 2024, François Civil a exprimé son soutien au mouvement #MeToo du cinéma français et aux actrices Judith Godrèche et Anouk Grinberg, pour la libération de la parole des femmes et contre les violences sexistes et sexuelles dans le milieu du cinéma français,.
En juin 2024, il co-signe parmi plus de 230 artistes une tribune adressée à Emmanuel Macron interpellant le président pour que la France reconnaisse officiellement l’État de Palestine. Il est signataire en mai 2025 de la pétition condamnant le « silence » sur le « génocide à Gaza » publiée en marge du Festival de Cannes.

### Vie privée
Il est en couple depuis 2023 avec l'actrice Adèle Exarchopoulos, sa partenaire à l'écran dans BAC Nord (2021) et L'Amour ouf (2024),.

## Filmographie

### Cinéma

#### Années 2000
- 2005 : Le Cactus de Gérard Bitton et Michel Munz : Patrick, enfant
- 2007 : Molière de Laurent Tirard : Louis Béjart, à 14 ans
- 2008 : Soit je meurs, soit je vais mieux de Laurence Ferreira Barbosa : Martial Dulac
- 2008 : Sur ta joue ennemie de Jean-Xavier de Lestrade : Milan
- 2008 : 15 ans et demi de François Desagnat et Thomas Sorriaux : Un festivalier

#### Années 2010
- 2010 : Bus Palladium de Christopher Thompson : Mario
- 2011 : Nos résistances de Romain Cogitore : Racine
- 2011 : Une pure affaire d'Alexandre Coffre : Tom
- 2011 : Elles de Małgorzata Szumowska : Florent
- 2012 : La Stratégie de la poussette de Clément Michel : François
- 2013 : Vingt ans d'écart de David Moreau : Un étudiant en amphi
- 2013 : Macadam Baby de Patrick Bossard : Thomas
- 2013 : Fonzy d'Isabelle Doval : Hugo
- 2014 : Frank de Lenny Abrahamson : Baraque
- 2014 : Catacombes (As Above, So Below) de John Erick Dowdle : Papillon
- 2015 : Made in France de Nicolas Boukhrief : Christophe
- 2016 : Five d'Igor Gotesman : Timothée
- 2017 : Ce qui nous lie de Cédric Klapisch : Jérémie
- 2017 : Burn Out de Yann Gozlan : Tony
- 2019 : Le Chant du loup d'Antonin Baudry : Chanteraide
- 2019 : Celle que vous croyez de Safy Nebbou : Alex
- 2019 : Mon inconnue de Hugo Gélin : Raphaël
- 2019 : Deux Moi de Cédric Klapisch : Rémy

#### Années 2020
- 2021 : BAC Nord de Cédric Jimenez : Antoine
- 2022 : En corps de Cédric Klapisch : Yann
- 2022 : Buzz l'Éclair d'Angus MacLane : Buzz l'Éclair (voix française)
- 2023 : Les Trois Mousquetaires : D'Artagnan de Martin Bourboulon : D'Artagnan
- 2023 : Une zone à défendre de Romain Cogitore : Greg
- 2023 : Les Trois Mousquetaires : Milady de Martin Bourboulon : D'Artagnan
- 2024 : Pas de vagues de Teddy Lussi-Modeste : Julien Keller
- 2024 : L'Amour ouf de Gilles Lellouche : Clotaire
- 2025 : Deux Pianos d'Arnaud Desplechin : Mathias Vogler
- 2025 : I Love Peru de Raphaël Quenard et Hugo David : lui-même
- Prévu en 2027 : Dumas-diable noir de Ladj Ly (Date sujette à modification)

#### Courts métrages
- 2008 : Flirts de Lionel Dos Santos : Xavier
- 2009 : Omar de Sébastien Gabriel : Arthur
- 2009 : Dans nos veines de Guillaume Senez : Lionel
- 2011 : Five d'Igor Gotesman : Timothée
- 2012 : Vacances de Frédéric Doll : Romain
- 2013 : Pour le rôle de Pierre Niney : François
- 2014 : La Nuit de Pierre Niney de Pierre Niney
- 2014 : Les Baumettes d'Hugo Gélin : Jean-Louis Raphel
- 2014 : Le Fantôme de merde de Raphaël Descraques : Un fantôme relou
- 2018 : Bite con merde de Côme Levin : Jeune homme devant le fleuriste[100]

### Télévision

#### Séries télévisées
- 2006 : Louis la brocante : Arthur
- 2006 : Trop la classe ! : Dread
- 2008 : P.J : Axel Avranche
- 2008 : Twenty Show (web-série) : Victor
- 2009 : Sweet Dream : Thomas
- 2009 : Enquêtes réservées : Antoine Morrand
- 2011 : Hard : Tony
- 2011 : Trop la classe café ! : Dread
- 2013 : Tiger Lily, 4 femmes dans la vie : Ziggy
- 2013-2015 : Casting(s) : François
- 2014 : Rosemary's Baby : Jacques
- 2015-2017 : Dix pour cent : Hippolyte Barneville
- 2017 : Calls : Tom (voix)
- 2020 : La Flamme : Luc
- 2024 : Fiasco : Tom / Bartabé

#### Téléfilms
- 2007 : Autopsy de Jérôme Anger : Paco Mercadier
- 2009 : Twenty Show : Le Film de François Vautier et Godefroy Fouray : Victor
- 2011 : Simple d'Ivan Calbérac : Enzo
- 2011 : Emma d'Alain Tasma : Jérôme
- 2013 : Alias Caracalla, au cœur de la Résistance d'Alain Tasma : Maurice de Cheveigné
- 2013 : Le Clan des Lanzac de Josée Dayan : Julien Verneuil
- 2014 : L'Héritière d'Alain Tasma : Guillaume
- 2021 : La Vengeance au triple galop d'Alex Lutz et Arthur Sanigou : Rodney Stingwing

#### Clip
- 2016 : Reuf de Nekfeu, réalisé par Pierre Saba-Aris

## Théâtre
- 2011 : Le Carton de Clément Michel, mise en scène Arthur Jugnot, au Palais des Glaces[11]

## Web
- 2021 : Animalia de Josh Vardey, épisode : Namir, le Guépard : Namir (voix)

## Ludographie
- 2022 : Call of Duty: Modern Warfare II : le commandant Phillip Graves (voix française)

## Distinctions

### Récompenses
- Festival Jean-Carmet de Moulins 2009 : Meilleur jeune espoir masculin (Prix du Jury et Prix du Public) pour Dans nos veines[101].
- Brussels Short Film Festival 2010 : Prix d'interprétation pour Dans nos veines[28].
- Festival du film de Cabourg 2013 : Prix Premier Rendez-vous pour Macadam Baby[102].
- Festival international du film de comédie de l'Alpe d'Huez 2019 : Prix d'interprétation pour Mon inconnue[54].
- Festival de Cannes 2019 : Trophée Chopard de la révélation masculine[8].
- GQ France Hommes de l'Année 2023 : Prix du comédien de l'année[70].

### Nominations
- Lumières 2009 : Lumière de la révélation masculine pour Soit je meurs, soit je vais mieux[22].
- Globes de cristal 2020 : meilleur acteur pour Deux Moi[55].
- César 2022 : meilleur acteur dans un second rôle pour BAC Nord[23].
- César 2023 : meilleur acteur dans un second rôle pour En corps[23].
- Association des critiques de séries 2024 : meilleur second rôle 26′ pour Fiasco[103].
- César 2025 : meilleur acteur pour L'Amour ouf